# 速射砲
速射砲（英語: rapid fire gun）は、短い間隔で続けざまに発射可能な火砲。現代の防衛省規格（NDS）では艦砲に限定した用語とされているが、近代においては野戦砲に対しても用いられていた。

## 野戦砲としての速射砲
当初、火砲に対する発射速度の要求は比較的緩やかなものだったが、兵器の発達と戦術思想の変化とともに発射速度の向上が要求されるようになっていた。イギリスのウィリアム・アームストロングは、クリミア戦争においてイギリス軍の砲兵隊が重砲の移動に難渋していたという報道を読んで、軽量かつ高性能な火砲の開発を決意、1857年にアームストロング砲の試射を行った。従来の火砲が滑腔砲だったのに対し、アームストロング砲は砲身内に施条（ライフリング）を有するライフル砲とすることで射撃精度を向上させ、また従来の火砲が前装式であったのに対して、アームストロング砲は後装式とすることで発射速度も向上していた。
初期のモデルは尾栓の開放不良などの問題を抱えていたためイギリス陸軍での採用は遅れたものの、輸出用としては人気を博し、またプロイセンのクルップ社も同様の火砲を開発するなど、19世紀後半の欧米諸国は速射砲の開発・装備に鎬を削ることとなった。日露戦争では、大日本帝国陸軍は三十一年式速射砲、ロシア帝国陸軍もプチロフ式速射砲を装備しており、速射砲を装備した軍同士が交戦した初の例となった。三十一年式速射砲と異なり、ロシア側の速射砲は砲身後座機構を備えている点で優れていたが、既にフランスで登場していた砲身長後座式の砲と比べると、こちらも過渡期的な設計であった。
このフランスのM1897 75mm野砲は駐退復座機を搭載しており、砲身長後座式の嚆矢となった。1900年代中盤には、ヨーロッパでは既に砲身長後座式野砲が主流となりつつあり、日本も1905年に三八式野砲を採用して、これに追随した。また戦車が発達すると、速射砲はこれに対抗する対戦車砲としても用いられ、大日本帝国陸軍では1936年に九四式三十七粍砲を仮制式化した。

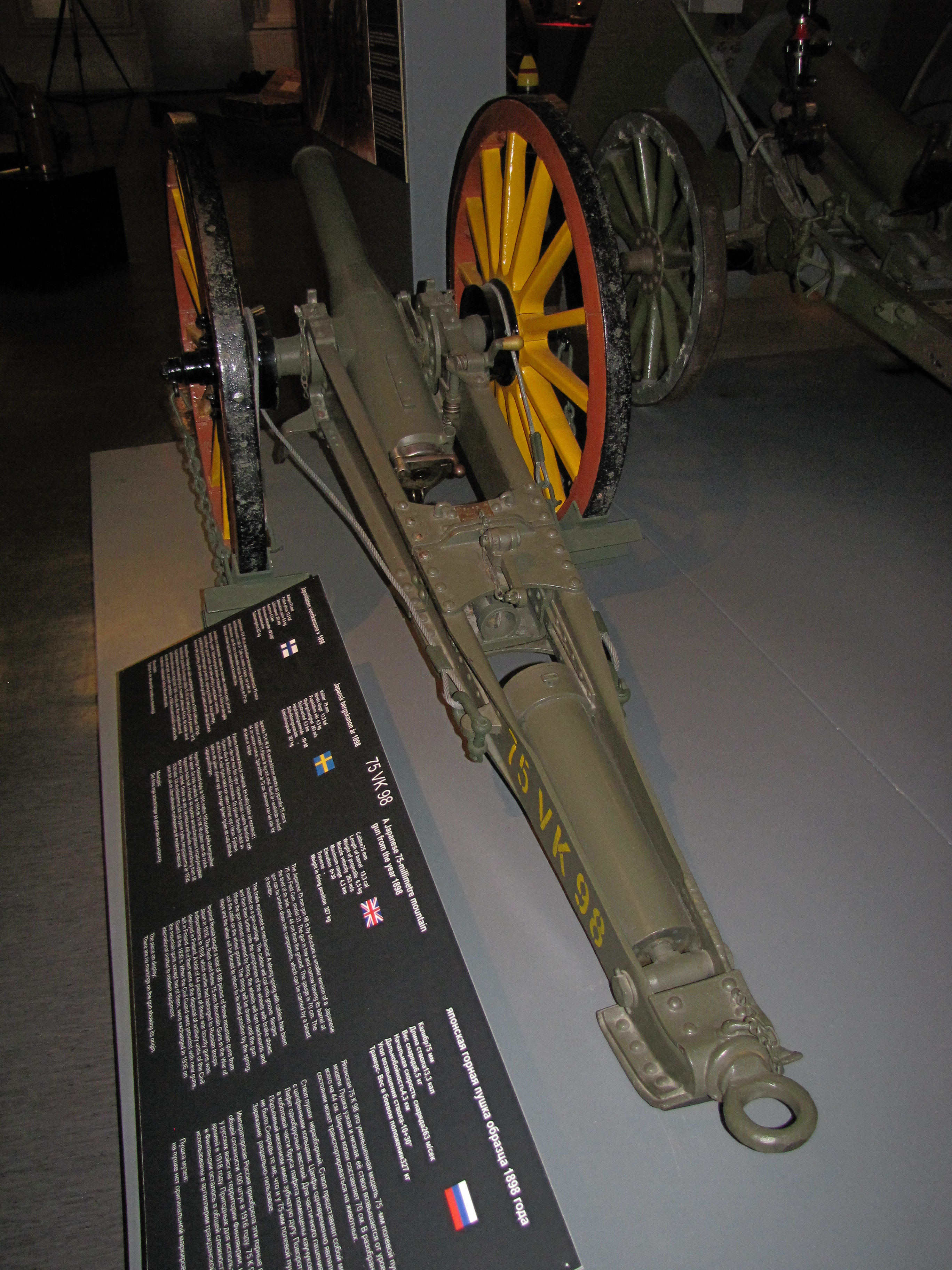
三十一年式速射山砲
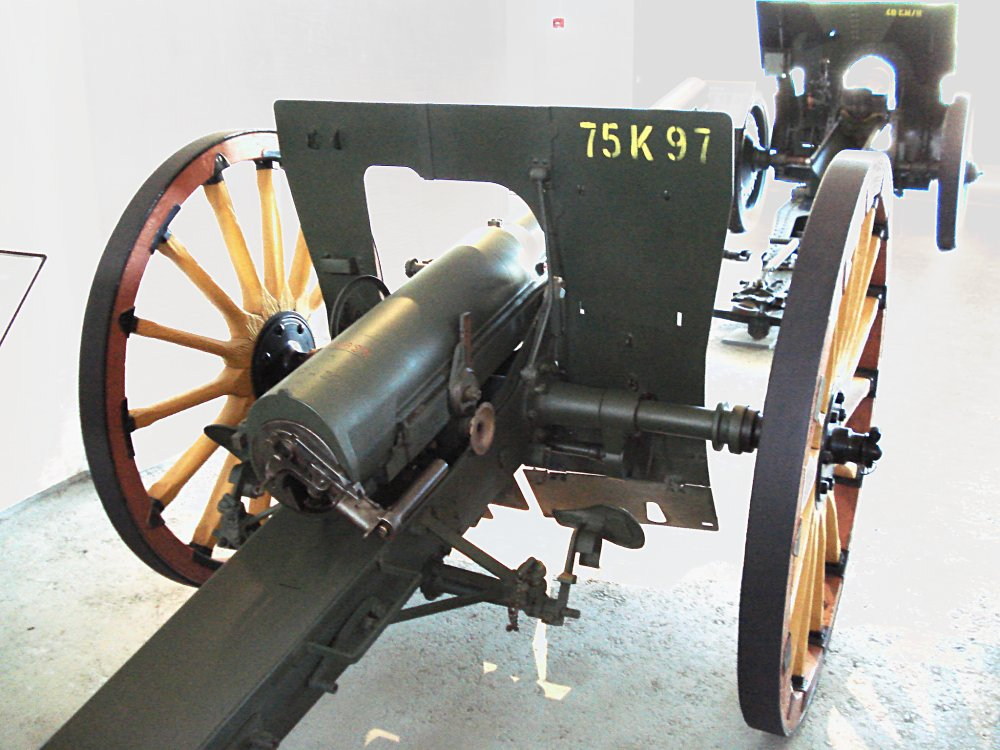
M1897 75mm野砲の砲尾部
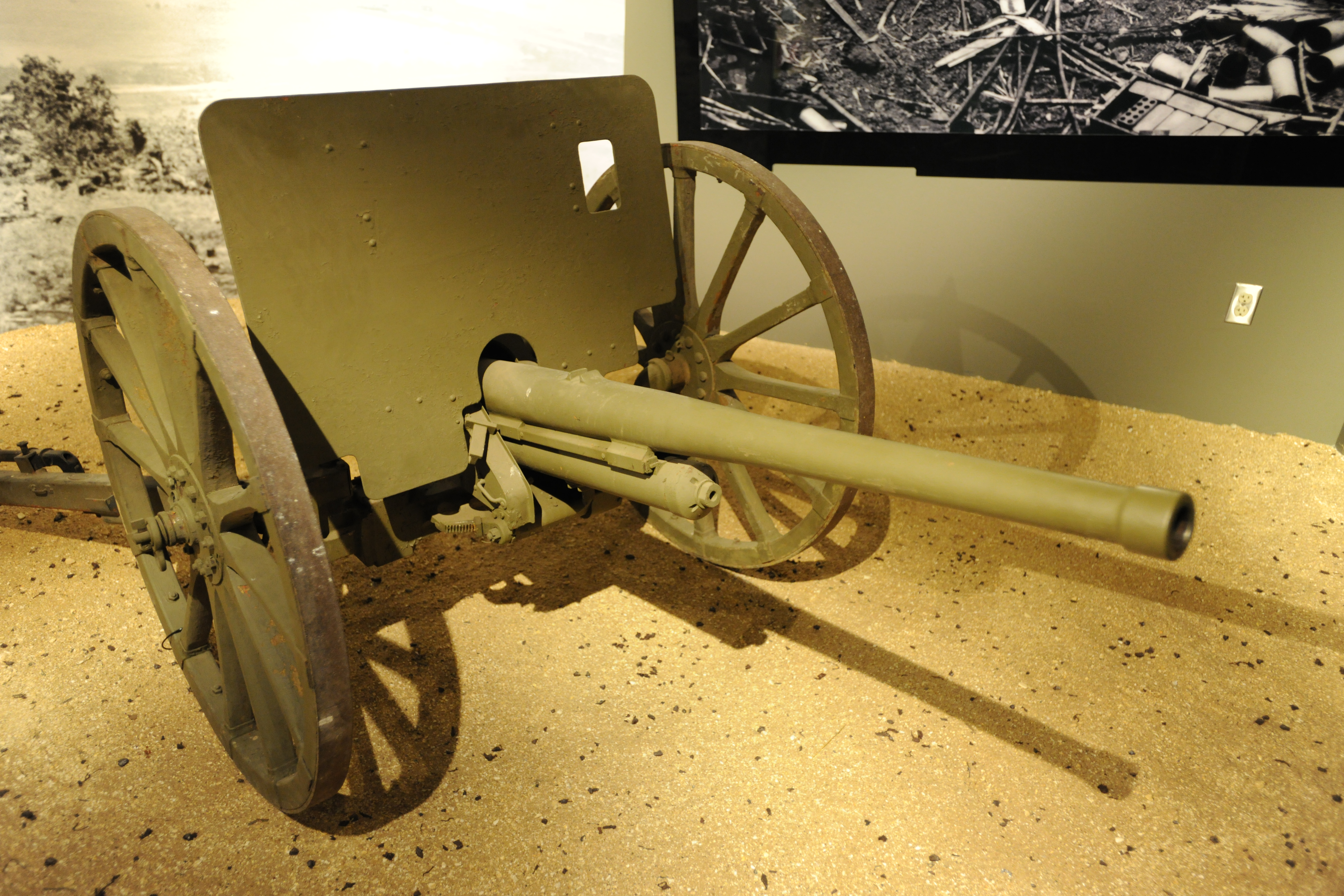
九四式三十七粍砲

## 艦載砲としての速射砲
速射砲が登場した当時、艦砲においては、敵艦の砲をアウトレンジするとともに装甲艦を撃破する必要から大口径化・重砲化が進められていたが、射程と破壊力の向上と引き換えに発射速度や旋回・俯仰速度が低下し、当時登場し始めていた水雷艇との交戦が困難になっていた。このことから、高速軽快な水雷艇との交戦において速射砲の存在意義が認められて、主砲としての重砲に加え、ホッチキス QF 3ポンド砲など中・小口径の速射砲も併載されるようになった。
イギリス海軍では、特に薬莢を使用する後装砲（莢砲）を速射砲（Quick-firing, QF）と称して、薬嚢を使用する後装砲（嚢砲; Breech-loading, BL）と区別した。時代が下ると速射砲も大口径化が進み、203 mm (8.0 in)口径の速射砲が装甲巡洋艦の主砲として搭載されるようにもなった。しかし大口径化が進むと人力での装填作業が困難になり、速射砲といっても速射の効果を発揮できなくなるという問題があって、口径を妥協する例もあった。
航空機が発達すると、これに対抗する対空兵器として、速射砲を高角砲架と組み合わせて用いるようになったが、小口径では破壊力が低い一方、あまりに大口径では速射の効果を発揮できなくなることから、3インチ口径程度の砲が多く用いられた。航空機の性能向上とともに更なる発射速度の向上が求められ、装填作業を機力化した半自動砲が登場すると、こちらが特に速射砲と称されるようになった。例えば海上自衛隊では、同じ50口径3インチ砲でも、手動で装填を行っていた戦中世代のMk.22は緩射砲（スロー・ファイア）と称されたのに対し、半自動化した戦後世代のMk.33は速射砲（ラピッド・ファイア）と称された。
このように高性能化した速射砲は、時限信管（VT信管）や火器管制レーダーと組み合わされることで、一時は機関砲にかわって近距離防空の主役を担った時期もあった。また対艦ミサイルの脅威を受け、CIWSとして機関砲が復権した後でも、更に自動化を進めて機関砲と同様に全自動化した速射砲は、艦対空ミサイルやCIWSとともに防空網の一端を担っている。

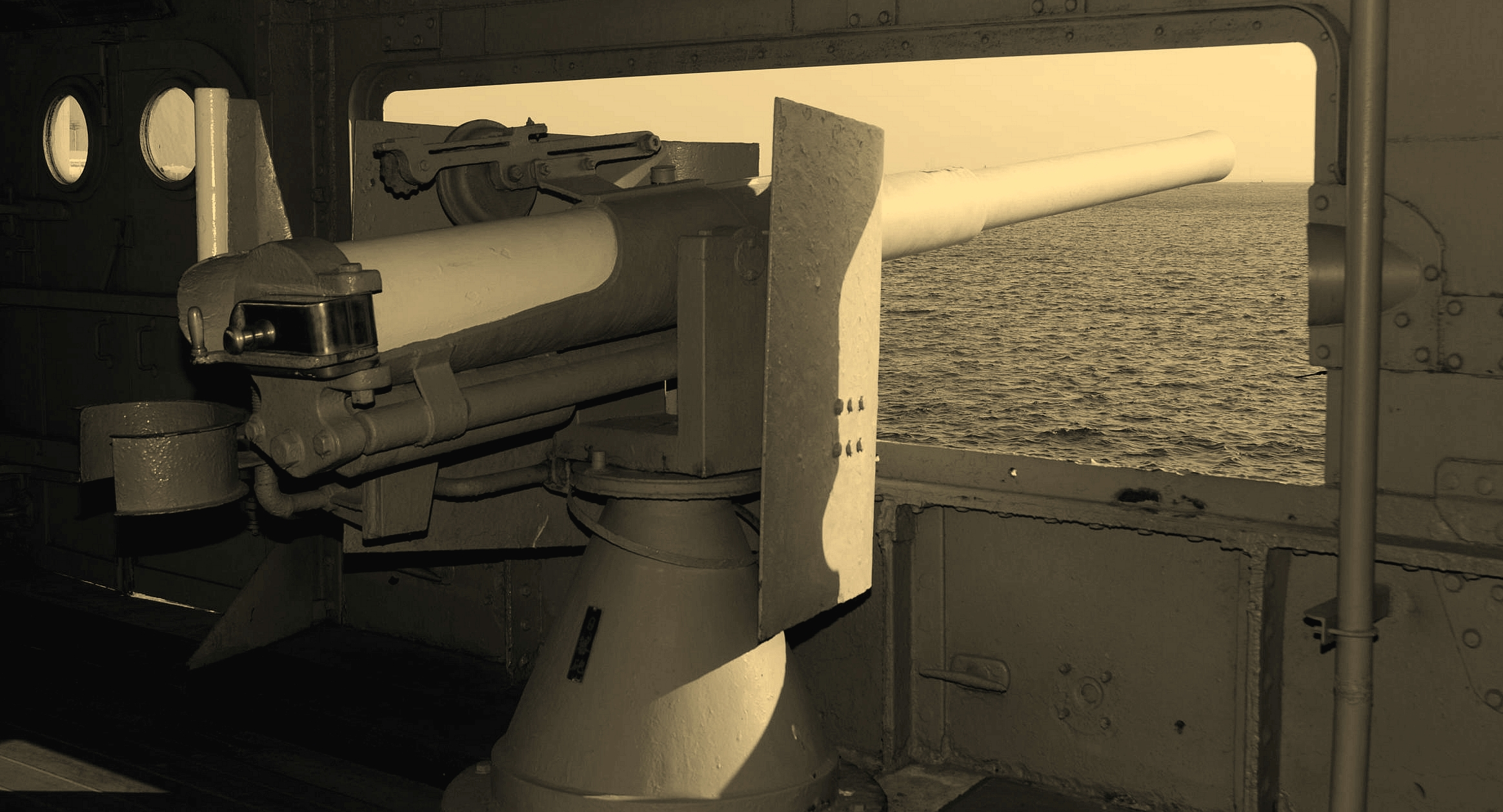
QF 12ポンド 12cwt艦砲 (手動砲)
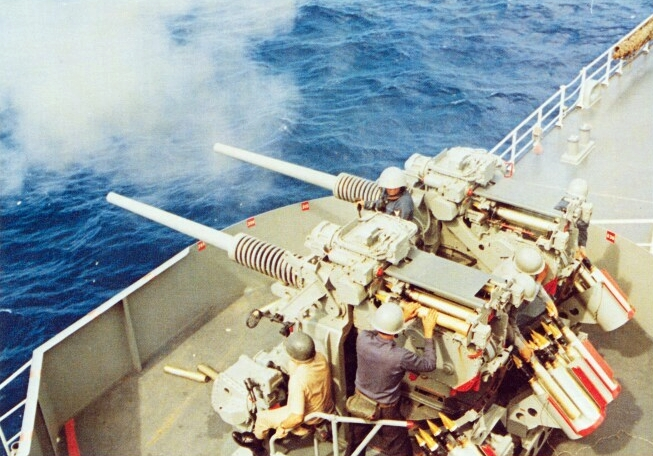
76mm連装速射砲 (半自動砲)
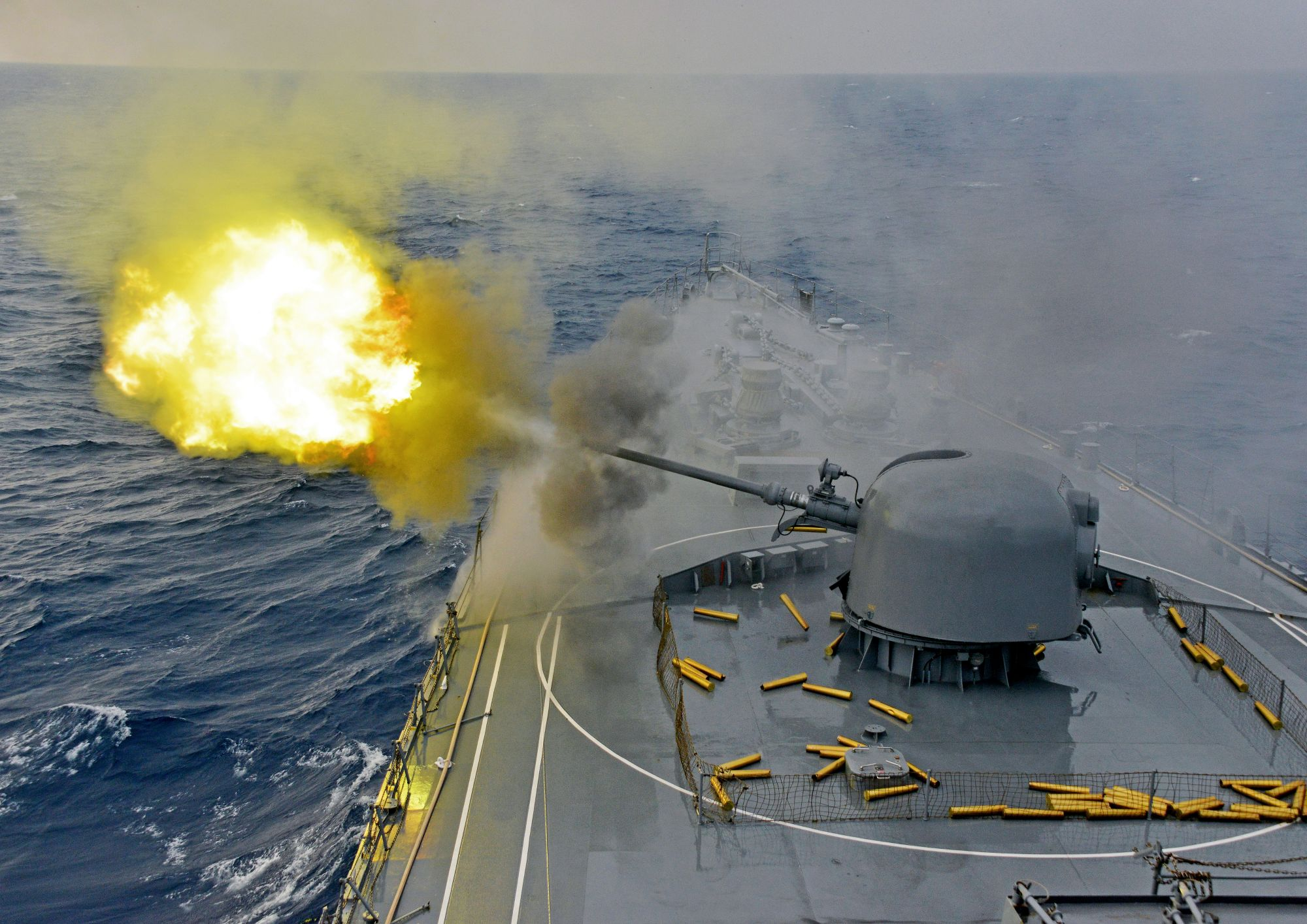
76mm単装速射砲 (全自動砲)